# Chinesisches Schuppentier
Das Chinesische Schuppentier oder Ohrenschuppentier (Manis pentadactyla), gelegentlich auch China-Schuppentier, ist eine Säugetierart aus der Familie der Schuppentiere (Manidae). Es lebt im südlichen Ostasien sowie in Südostasien und in den nördlichen Flachlandgebieten Südasiens. Die Tiere sind nachtaktiv und einzelgängerisch. Sie bewohnen zumeist verschiedene Waldtypen und bewegen sich dort am Boden fort, wo sie Erdbaue anlegen. Allerdings können sie auch gut klettern. Ihre Nahrung besteht weitgehend aus staatenbildenden Insekten, die selektiv ausgewählt werden. Die versteckte Lebensweise der Schuppentierart bedingt, dass über die genaue Lebensweise nur wenige Informationen vorliegen. Aufgrund des Fleisches und der Schuppen wird das Chinesische Schuppentier stark bejagt, sein Bestand ist zudem durch die Ausbreitung menschlicher Siedlungen gefährdet. Es gilt daher als vom Aussterben bedroht. Die Erstbeschreibung der Art stammt aus dem Jahr 1758.

## Merkmale

### Habitus

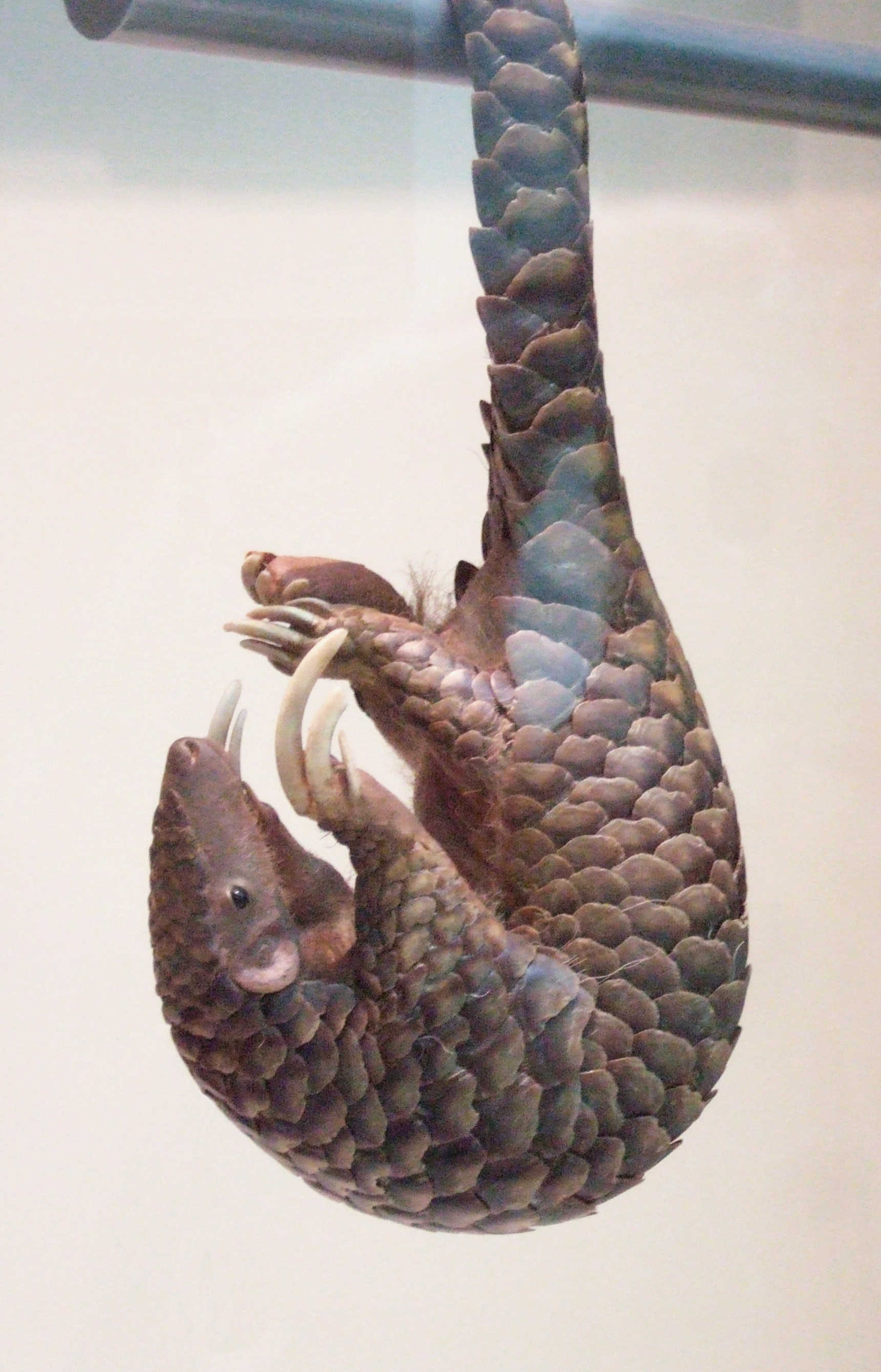
Chinesisches Schuppentier

Als mittelgroßer Vertreter der Schuppentiere erreicht das Chinesische Schuppentier eine Kopf-Rumpf-Länge von 40 bis 58 cm, wozu noch ein 25 bis 38 cm langer Schwanz kommt. Das Gewicht variiert von 2,5 bis 7,0 kg. Männliche Tiere sind mit einer durchschnittlichen Gesamtlänge von 75 cm und einem mittleren Gewicht von 4,5 kg in der Regel größer als weibliche, die Durchschnittswerte von 69 cm und 3,5 kg aufweisen. Wie bei allen Schuppentieren sind die Oberseite des Kopfes, der Rücken und die Flanken, die Außenseiten der Gliedmaßen sowie der Schwanz mit Hornschuppen bedeckt. Die Schuppen sind bei erwachsenen Tieren einheitlich dunkelbraun bis dunkelgrau gefärbt, es treten aber auch vereinzelt gelblich gefärbte Schuppen auf, sodass die Tiere dann ein zweifarbiges Aussehen haben. Die Schuppen sind am Körper in 15 bis 17, teilweise auch 18 quer verlaufenden Reihen angeordnet, wobei ihre Größe nach hinten kaum zunimmt, ihr Durchmesser liegt bei 2 bis 5 cm. Auf der Mittellinie des Rückens verläuft eine Schuppenreihe bis zur Spitze des Schwanzes, das untere Ende des Schwanzes zeigt eine kleine freie Hautstelle. Zwischen den Schuppen wachsen vereinzelt Haare, die dünn und hell gefärbt sind. Auf den unbeschuppten Körperpartien verteilen sich die Haare ebenfalls nur spärlich. Die dort sichtbare Haut ist weiß- bis gelbgrau, nur an der Nase kommen manchmal dunklere Farbtöne vor. Der Kopf besitzt eine birnenförmige Gestalt mit einer relativ kurzen Schnauze. Die Augen sind klein und haben eine dunkle Iris. Auffällig treten die Ohren hervor, die größer sind als bei den anderen asiatischen Schuppentierarten und 1 bis 3 cm Länge erreichen können. Die Zunge wird bis zu 40 cm lang und kann 10 bis 15 cm aus dem Maul herausgestreckt werden, ihr Durchmesser beträgt etwa 1 cm. Die Vorderbeine sind etwas länger als die Hinterbeine. Vorder- und Hinterfüße tragen jeweils fünf Krallen, die Mittelkralle an den Händen bildet eine große Grabkralle von bis zu 6,6 cm Länge. Die entsprechende Kralle des Hinterfußes ist vergleichsweise kürzer und wird maximal 2,5 cm lang. Die Hinterfußlänge variiert von 6,5 bis 8,5 cm.

### Schädel- und Skelettmerkmale

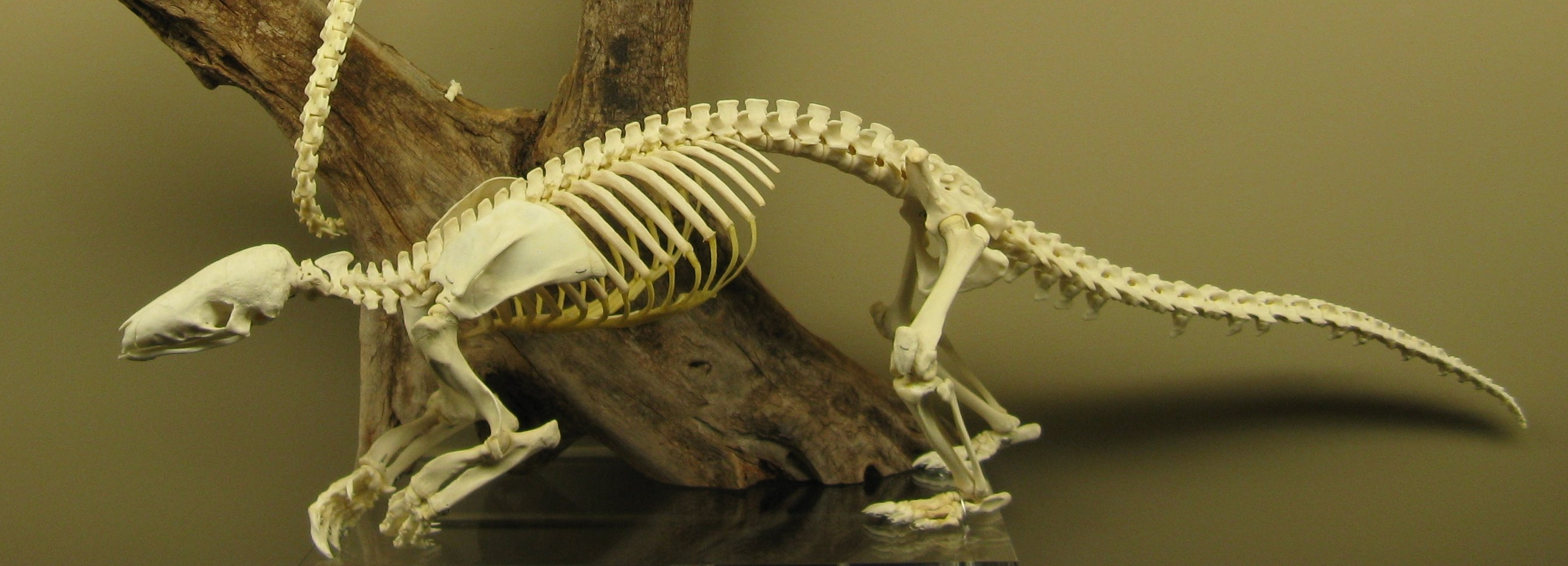
Skelett des Chinesischen Schuppentiers

Der Schädel misst 7,5 bis 10,0 cm in der Länge. Er ist einfach gebaut, Nasenbein und Stirnbein sind relativ lang, letzteres übertrifft die Scheitelbeine. Als auffälliges Merkmal am Schädel der Schuppentiere ist der Jochbogen nicht geschlossen. Allerdings sind beim Chinesischen Schuppentier auch Individuen mit vollständigem Jochbogen bekannt. Die Wirbelsäule umfasst 7 Hals-, 16 Brust-, 6 Lenden-, 3 Kreuzbein- und 27 bis 28 Schwanzwirbel, insgesamt kommen so 59 bis 60 Wirbel vor.

## Verbreitung und Lebensraum

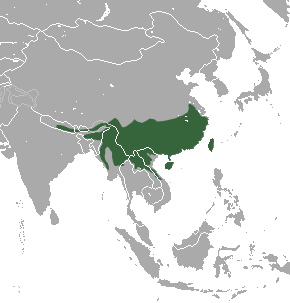
Verbreitungsgebiet (grün) des Chinesischen Schuppentiers

Das Chinesische Schuppentier ist vom Fuß des Himalaya im östlichen Nepal und dem nordöstlichen Indien über das nördliche Südostasien (Myanmar, Thailand sowie die nördlichen Teile von Kambodscha, Laos und Vietnam) bis in die zentralen und südlichen Bereiche der Volksrepublik China südlich des Jangtsekiang verbreitet, weiterhin kommt es auch auf Taiwan und Hainan vor. Der Lebensraum ist vielgestaltig und reicht von primären tropischen Regenwäldern über Sekundärwälder, Laub- und Nadelwälder bis hin zu Bambuswäldern sowie Gebüsch- und Graslandschaften. Die Schuppentierart tritt auch in von Menschen beeinflussten Gebieten wie landwirtschaftlichen Nutzflächen auf, sie meidet aber menschliche Siedlungsgebiete. Voraussetzung für das Vorkommen ist meist eine dichte Untergrundvegetation. Im Gebiet des Himalaya ist das Chinesische Schuppentier bis in Höhen um 1500 m nachgewiesen, auf Taiwan bis in 2000 m. In Südostasien überschneidet sich das Verbreitungsgebiet mit dem des Malaiischen Schuppentiers (Manis javanica), hier ist das Chinesische Schuppentier dann häufig auf höhere Gebirgslagen ab etwa 600 bis 800 m beschränkt.

## Lebensweise

### Territorialverhalten
Das Chinesische Schuppentier ist überwiegend nachtaktiv, wodurch es eher selten gesichtet wird. Die Hauptaktivitätsphasen liegen zwischen 17:00 und 19:00 Uhr sowie 22:00 und 02:00 Uhr. Die Dauer der Aktivitäten reicht von 30 bis 90 Minuten. Vor allem im Sommer legt es dabei oft größere Strecken zurück. Überwiegend hält sich das Chinesische Schuppentier am Boden auf, ist aber auch ein guter Schwimmer und Kletterer. Am Boden bewegt es sich vierfüßig fort. Dabei sind die Krallen der Vorderfüße nach unten geklappt und zeigen nach hinten. Üblicherweise läuft ein Tier langsam mit teilweise schwingendem Kopf. Allerdings kann es sich auch schnell fortbewegen, wobei es dann in einen zweifüßigen Gang übergeht. Der Schwanz dient dabei zum Ausbalancieren des Gleichgewichts. In den Bäumen nutzt das Chinesische Schuppentier eine Art raupenartige Fortbewegung mit sich beständig beugendem und streckendem Rücken, der Schwanz ist zur Absicherung meist um den Stamm gewunden. Möglicherweise unterhalten einzelne Tiere Territorien. Männchen kämpfen bei Konfrontation gegeneinander, was eventuell auf eine gewisse Hierarchie hinweist. Am Gesäß befinden sich Duftdrüsen, die Sekrete mit einem moschusartigen Geruch ausstoßen. Diese Düfte dienen eventuell der Markierung oder aber auch der Abwehr. Urin und Kot werden mit den Vorderbeinen in kleinen Löchern von 5 bis 10 cm Tiefe vergraben. In Gefahr stößt das Chinesische Schuppentier einen zischenden Laut aus und rollt sich bei direkter Konfrontation zu einer Kugel zusammen.
Den Tag verbringt die Schuppentierart in selbstgegrabenen Erdbauen. Beim Anlegen der Baue nutzt sie die Krallen der Vorderfüße zum Auflockern des Erdreiches. Dieses wird dann mit den Hinterfüßen weggeschoben, während der Schwanz am Boden verankert ist und so den Körper beim Graben abstützt. Durchschnittlich gräbt ein Tier 2 bis 3 m je Stunde. Die Baue liegen gemäß Untersuchungen im Dawuling-Naturreservat in der chinesischen Provinz Guangdong meist am Fuß oder in der Mitte von nach Süden zeigenden, sonnigen Hängen mit einer Neigung von 30 bis 60°. Bevorzugt werden Mischwälder aus Nadel- und Laubbäumen mit einer vor allem im Winter dichten Vegetationsdecke, aber nicht geschlossenen Baumkronen. Der einzelne Eingang misst 15 bis 20 cm im Durchmesser und ist häufig von Schlamm verdeckt. Es sind zwei verschiedene Arten von Bauen bekannt. Sommerbaue liegen flach unter der Erde, bei nur 15 bis 20 cm Tiefe, und erreichen 80 bis 100 cm Länge. Ameisen- oder Termitenkolonien finden sich meist in 50 bis 100 m Entfernung. Diese Baue nutzt ein Individuum über 2 bis 7 Tage. Im Winter reichen die Baue bis zu 2 m tief in den Untergrund und sind häufig in unmittelbarer Nähe zu Termitennestern zu finden. Sie münden in eine Kammer von ebenfalls bis zu 2 m Größe. Einer Untersuchung eines Winterbaus im Luofushan-Naturreservat, ebenfalls in der chinesischen Provinz Guangdong, zufolge ist die Temperatur im Innern relativ stabil mit nur minimalen Schwankungen über den Tag. Sie liegt bei rund 19 °C und damit rund 4 °C über der Außentemperatur. In den Winterbauen ziehen Muttertiere auch ihre Jungen auf. Unklar ist, ob das Chinesische Schuppentier im Winter den Bau auch wechselt.

### Ernährung
Die Nahrung des Chinesischen Schuppentiers besteht vorwiegend aus Ameisen und Termiten. Dabei gehen die einzelnen Tiere bei der Auswahl bestimmter Arten sehr selektiv vor, vertilgen dann aber sowohl die Eier als auch die ausgewachsenen Individuen eines Nestes. Die Nahrung wird mit dem sehr guten Geruchssinn aufgespürt. Auf Taiwan stellen möglicherweise die Termitengattungen Odontotermes und Reticulitermes eine wichtige Nahrungsressource dar. Untersuchungen von Mageninhalten im Maoming-Dawuling-Naturreservat in der chinesischen Provinz Fujian lieferten Hinweise, dass sich das Chinesische Schuppentier von insgesamt elf Arten von Termiten und Ameisen aus neun verschiedenen Gattungen ernährt. Im Sommer überwiegen dabei Ameisen der Gattung Polyrhachis, im Winter aber Termiten der Gattungen Macrotermes und Coptotermes. Bevorzugte Fressplätze befinden sich mit 45 % in Nadelwäldern gemischt mit Laubbäumen und dort unter herab gefallenem Laub, im Gras, in verrottendem Holz in Form umgefallener Bäume oder von Baumstümpfen oder in Termiten- und Ameisennestern. Häufig graben die Tiere Tunnel zu den Nestern oder folgen den Gängen, die von der Beute angelegt wurden. Die Nester werden mit den Krallen der Vorderfüße aufgebrochen und die Nahrung mit der langen, klebrigen Zunge aufgenommen. Kleinere Nester können so innerhalb von 30 Minuten aufgebraucht werden. Größere Nester mit rund 90 cm Durchmesser sucht ein Tier über mehrere Nächte hintereinander auf, bis die Nahrungsmenge zurückgeht. Ein durchschnittlich großes Tier von 4,5 kg Gewicht kann bis zu 500 g Nahrung aufnehmen. Berichten zufolge kommt die Schuppentierart im Sommer bis zu sieben Tage ohne Nahrung aus, im Winter sogar bis zu zehn.

### Fortpflanzung
Weibchen sind mit einem Jahr geschlechtsreif. Männchen kämpfen untereinander um das Paarungsvorrecht. Die Paarungszeit ist möglicherweise jahreszeitlich begrenzt. Sie findet im Frühjahr neben der Behausung des Weibchens statt und dauert gewöhnlich für 3 bis 5 Tage an. Beim Geschlechtsakt, der meist bis zu 5 Minuten währt, sind die Schwänze der beiden Tiere miteinander verflochten. Über die Dauer der Tragzeit ist nur wenig bekannt, sie wird aber häufig mit etwas mehr als zwei Monaten veranschlagt, laut unterschiedlichen Untersuchungen an Tieren in Gefangenschaft soll sie weniger als 169 Tage oder sogar bis zu einem Jahr andauern. Beobachtete Geburten erfolgten zwischen September und Februar. In der Regel wird ein Jungtier zur Welt gebracht, dass  zwischen 20 und 21 cm lang ist (der Schwanz erreicht dabei 6,7 bis 7,5 cm Länge) und 80 bis 110 g wiegt. Die Neugeborenen sind weit entwickelt, haben geöffnete Augen, weiche Schuppen mit dazwischen wachsenden Haaren und ausgebildete Krallen, außerdem sind sie befähigt, direkt nach der Geburt zu krabbeln. Während des Winters zieht das Muttertier das Junge im Winterbau auf. Dort bewohnen beide eine Art Brutkammer, in der das Jungtier anfänglich gesäugt wird und die gegen äußere Temperatureinflüsse isoliert ist. Ein in der Nähe des Winterbaus befindliches Termitennest sorgt später für feste Nahrung. Im Frühjahr verlassen Mutter- und Jungtier den Bau, das Junge reitet dabei auf der Schwanzwurzel der Mutter, sehr junge Tiere werden auch am Bauch getragen. Das Junge ist sehr aktiv und klettert. Ein fortlaufendes Jungtier wird von der Mutter aber nicht gestoppt, andere Weibchen adoptieren manchmal allein herumlaufende Junge. Bei Gefahr rollt sich das Muttertier mit dem Jungen ein. Nach rund drei Monaten ist das Jungtier entwöhnt. Die Lebenserwartung in freier Wildbahn ist unbekannt. In zoologischen Einrichtungen gehaltene Tiere verbrachten dort wenigstens zehn Jahre.

### Parasiten
Die häufigsten äußeren Parasiten stellen Zecken aus der Gattung Amblyomma dar. Innere Parasiten können meist den Fadenwürmern zugewiesen werden. Berichtet wurde unter anderem von Manistongylus und Necator bei Tieren von Taiwan sowie von Strongyloides und Leipernema bei Individuen aus Indien. Zusätzlich sind bei Schuppentieren vom chinesischen Festland noch Cylicospirura und Cheonofilaria dokumentiert worden. Daneben liegen auch Nachweise des Kratzwurms Paraprosthenorchis vor.

## Systematik
Das Chinesische Schuppentier gehört als eigenständige Art in die Gattung Manis, die zusätzlich drei weitere, heute noch bestehende Arten umfasst. Alle vier Arten zusammen bilden die asiatischen Vertreter der Familie der Schuppentiere (Manidae). Die Schuppentiere wiederum stellen das gegenwärtig einzige Mitglied der Ordnung der Pholidota dar, die somit als monotypisch anzusehen sind. In die weitläufigere Verwandtschaft der Schuppentiere gehören die Raubtiere (Carnivora). Die Beziehung der beiden Gruppen wurde allerdings erst durch molekulargenetische Untersuchungen ermittelt und abgesichert. Alle asiatischen Vertreter der Schuppentiere werden in die Unterfamilie der Maninae gestellt. Diese formt das Schwestertaxon zu den afrikanischen Schuppentieren mit den Unterfamilien der Smutsiinae und der Phatagininae.

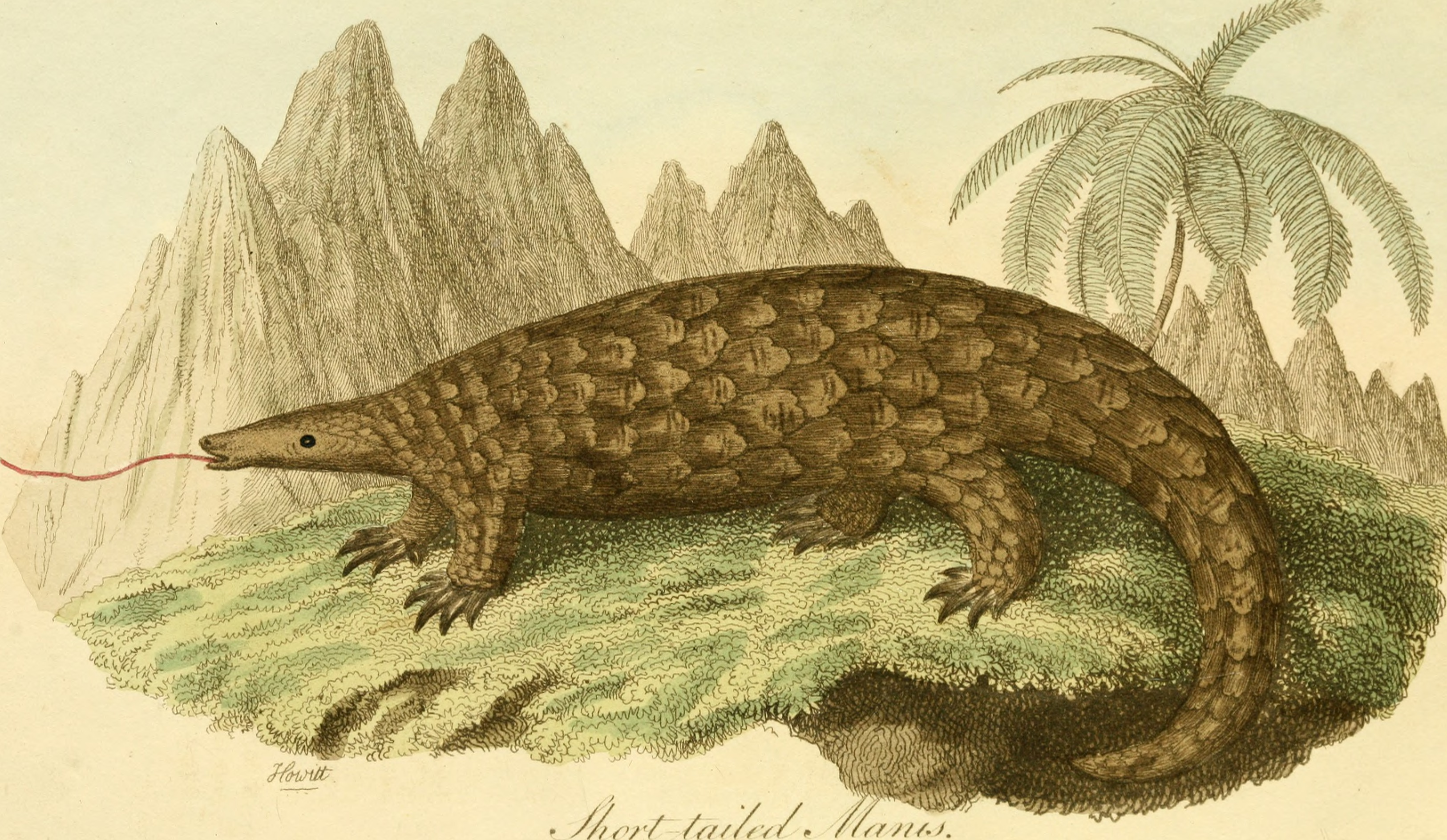
Historische Darstellung des Chinesischen Schuppentiers aus dem Jahr 1812

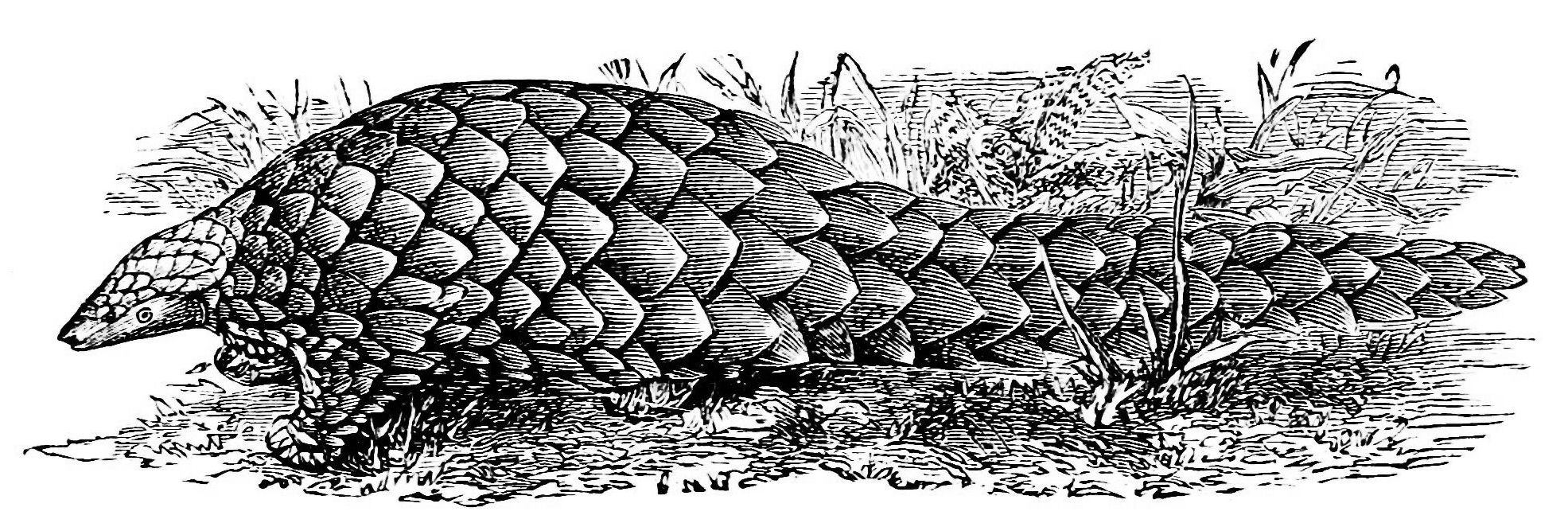
Historische Darstellung des Chinesischen Schuppentiers aus dem Jahr 1882

Die Gattung Manis wird teilweise in die Untergattungen Manis und Paramanis untergliedert. In dieser Aufteilung gehört das Chinesische Schuppentier ersterer an, sein nächster Verwandter wäre das Vorderindische Schuppentier (Manis crassicaudata) als einziges weiteres Mitglied der Untergattung Manis. Genetischen Untersuchungen aus dem Jahr 2017 zufolge bildet aber das Chinesische Schuppentier die Schwestergruppe zu allen anderen asiatischen Schuppentieren. Es spaltete sich bereits im Mittleren Miozän vor 12,9 Millionen Jahren von der gemeinsamen Vorfahrenlinie ab. Fossile Überreste des Chinesischen Schuppentiers sind nicht bekannt. Der Schuppentierart werden drei Unterarten zugewiesen:
- M. p. aurita Hodgson, 1836; im nördlichen Süd-, in Südost- und im südlichen Ostasien
- M. p. pentadactyla Linnaeus, 1758; auf Taiwan
- M. p. pusilla Allen, 1906; auf Hainan

Genetischen Untersuchungen zufolge unterscheiden sich die taiwanische und die festländische Unterart in der Anzahl der Nukleolusorganisatorregionen an den Chromosomen, wobei bisher unklar ist, ob dies auf eine lange Trennung der Populationen zurückzuführen ist. Innerhalb der Unterart M. p. aurita treten eine braungraue und eine sehr dunkle Farbvariation auf. Gemäß Untersuchungen an Tieren aus der chinesischen Provinz Yunnan basierend auf mitochondrialer DNA sollen diese sich bereits vor rund 600.000 im Verlauf des Pleistozäns voneinander getrennt haben.
Die Erstbeschreibung der Art erfolgte im Jahr 1758 durch Linnaeus. Der von ihm vergebene Artname pentadactyla verweist auf die fünf Zehen an den Füßen, was indiziert, dass Linnaeus ein Exemplar der Art gesehen haben muss. Als Typuslokalität gab er „Formosa“ an, das heutige Taiwan. Für die Aufstellung der Unterart M. p. aurita verwendete Brian Houghton Hodgson ein 89 cm langes Tier aus den Tieflandlagen Nepals, er benutzte dabei aber den Artnamen Manis auritus. Die Unterart M. p. pusilla beschrieb Joel Asaph Allen anhand eines kleinen und recht alten Individuums mit nur 42 cm Kopf-Rumpf-Länge und 67 cm Gesamtlänge von Hainan gleichfalls als eigenständige Art. Insgesamt waren zur Zeit der Beschreibung nur drei Tiere von der Insel bekannt.

## Bedrohung und Schutz
Die größte Bedrohung für den Bestand des Chinesischen Schuppentiers ist die starke Bejagung, hauptsächlich in China und Vietnam. Es gilt wegen seiner bodenbewohnenden Lebensweise als relativ einfach zu fangen im Vergleich zu baumlebenden Arten wie dem Malaiischen Schuppentier. In der Traditionellen Chinesischen Medizin werden die Schuppen der Schuppentierart zur Behandlung von Hautkrankheiten, zur Verbesserung der Blutzirkulation und zur Stimulierung der Milchproduktion bei stillenden Müttern eingesetzt. Ebenso gilt ihr Fleisch in China und Vietnam als Delikatesse. Seit dem Jahr 2000 ist der Handel mit diesen Tieren oder deren Körperteilen gemäß dem Washingtoner Artenschutz-Übereinkommen (CITES) verboten, somit gilt die zero annual export quota des CITES. Auch durch lokale Gesetzgebungen ist das Chinesische Schuppentier geschützt, jedoch werden Tiere weiterhin auf dem Schwarzmarkt gehandelt, der zunehmend internationalisiert ist. Im übervölkerten Süd- und Ostasien spielt darüber hinaus auch die Lebensraumzerstörung eine große Rolle. Aufgrund dieser Faktoren ist die Population in einigen chinesischen Provinzen seit dem Jahr 2000 um bis zu 90 % eingebrochen, so in Guangdong und Hunan, von der Insel Hainan ist die Art möglicherweise ganz verschwunden. Die Gesamtpopulation im festländischen China wurde 2008 auf 25.100 bis 49.450 Tiere geschätzt. Die IUCN stufte das Chinesische Schuppentier aufgrund der Bestandsgefährdung im Jahr 2014 von „stark gefährdet“ (endangered) auf „vom Aussterben bedroht“ (critically endangered) hoch. Die Schuppentierart ist in mehreren geschützten Gebieten vertreten.